# Prowincja Świętych Cyryla i Metodego Zakonu Braci Mniejszych w Zagrzebiu
Prowincja Świętych Cyryla i Metodego Zakonu Braci Mniejszych w Zagrzebiu (chorw. Hrvatska franjevačka provincija sv. Ćirila i Metoda) − jedna z dwóch prowincji Zakonu Braci Mniejszych w Chorwacji.
Prowincja posiada swoje konwenty w północnej Chorwacji, w Serbii (Subotica, Bač, Nowy Sad, Zemun, Belgrad), Austrii, Niemczech i Australii. Prowadzi własne seminarium duchowne. Zakonnicy wydają prowincjalny periodyk Fraternitas.
Patronami prowincji są święci Cyryl i Metody.

## Klasztory prowincji
Prowincja Cyryla i Metodego posiada swoje domy zakonne w następujących miejscowościach:
- Bjelovar
- Čakovec
- Čakovec-Jug
- Cernik
- Čuntić
- Đurđenovac
- Đurmanec
- Hrvatska Kostajnica
- Ilok
- Jastrebarsko
- Karlovac
- Klanjec
- Kloštar Ivanić
- Koprivnica
- Krapina
- Našice
- Osijek
- Požega
- Rijeka
- Samobor
- Šarengrad
- Slavonski Brod
- Špišić Bukovica
- Varaždin
- Virovitica
- Vukovar
- Zagrzeb
- Zapolje